# بيل نيكولز
بيل نيكولز (بالإنجليزية: Bill Nichols)‏ هو مؤرخ أمريكي، ولد في 1942.